# Draglica
Draglica (Servisch cyrillisch Драглица) is een plaats in de Servische gemeente Nova Varoš. De plaats telt 257 inwoners (2002).